# Heteragrion valgum
Heteragrion valgum – gatunek ważki z rodziny Heteragrionidae. Występuje na terenie Ameryki Środkowej.